# Stade de la Mosson
Stade de la Mosson (eller Stade de la Mosson Mondial 98) er et fodboldstadion i Montpellier i Languedoc-Roussillon -regionen af Frankrig. Stadionet er hjemmebane for Ligue 1-klubben Montpellier HSC, og blev indviet i 1972. Det har plads til 32.939 tilskuere, og alle pladser er siddepladser. I 1998 var det et af spillestederne under VM i fodbold.

## Historie
Stade de la Mosson blev indviet i 1972 og har lige siden været hjemmebane for Montpellier HSC. I 1997 gennemgik stadionet en større renovering, der gjorde det klar til at være vært for VM i 1998. Under turneringen var stadionet spillested for hele seks kampe. Det drejede sig om fem gruppekampe og 1/8-finalen mellem Tyskland og Mexico, som tyskerne vandt 2-1.
Stadionet har desuden flere gange været spillested for træningskampe og kvalifikationskampe for det franske landshold. Udover fodbold har Stade de la Mosson ligeledes én gang lagt græs til kampe ved VM i rugby. Det skete i 2007. 